# Taqali
Taqali lub Tegali – historyczne państwo w Górach Nubijskich, na zachód od Białego Nilu. Współcześnie jest to terytorium w prowincji Kordofan Południowy w Sudanie.

## Historia
Góry Nubijskie wyraźnie odcinają się od krajobrazu Kordofanu, a dzięki stosunkowo dużym opadom deszczu, tamtejsze wzniesienia nadają się w znacznie większym stopniu pod rozwój rolnictwa niż otaczające je suche obszary. Stąd też idea państwowości w tym rejonie rozwinęła się wcześniej niż na sąsiednich terenach. Dodatkowym atutem były skaliste zbocza, które pełniły role naturalnych fortyfikacji.
Według ustnych podań państwo Taqali uformowało się pierwotnie w północno-wschodniej części Gór Nubijskich, w tzw. Masywie Taqali. Nieznana pozostaje dokładna data założenia państwa, choć według tradycji idea państwowości sięgać tam ma początków XVI wieku, gdy znacznie dalej na północy uformował się sułtanat Sennar. Jednak według badaczy o państwie Taqali można faktycznie mówić dopiero od drugiej połowy XVIII w. (formowanie się państwa miało nastąpić ok. 1750-1780). Z tego też powodu pierwszych 6 władców (tzw. makuk lub makk) uznawanych jest za półlegendarnych.
Według źródeł, pierwszym historycznym władcą (ok. 1750) był Muhammad wad Jayli, który wraz ze swoim synem Ismailem rozpoczął jednoczenie terytorium rozciągającego się pośród Gór Nubijskich. Następcą pierwszego władcy został jego brat – Umar, którego jednak ok. 1783 obaliła królowa-matka Ajaid i osadziła na tronie Ismaila. Ismail dokończył jednoczenie ziem i został władcą 99 wzgórz regionu. Ismail i jego syn Abakr sprawowali długie i spokojne rządy. Jednak za kolejnych władców państwo popadło w liczne konflikty sukcesyjne, które wypełniły okres od ok. 1840 do 1880.
Pierwsze poważne próby podboju Taqali podejmowali już władcy Sennaru, ale nigdy nie zdołali podbić tych ziem. Według zawartego porozumienia sułtanowie Sennaru zrezygnowali z prób podbicia Gór Nubijskich w zamian za coroczną daninę. Od 1821, gdy sułtanat Sennar został rozbity przez Egipcjan, sytuacja nie uległa większej zmianie. Nowi sąsiedzi podjęli trzy próby zajęcia terytorium rządzonego przez makuków, ale i oni nie zdołali pokonać walecznych mieszkańców Taqali. Wypracowano wówczas nowe porozumienie: Egipcjanie uznali de facto pełną niezależność państwa Taqali w zamian za płacenie trybutu i oficjalną zgodę władcy (był nim prawdopodobnie Umar II) na włączenie jego państwa w obszar egipskiego Sudanu.
Dopiero w latach 80. XIX wieku mieszkańcy Gór Nubijskich zostali podbici. Podczas powstania Mahdiego makkuk Adam lawirował pomiędzy Brytyjczykami i Mahdim, udzielając obydwu stronom swojego poparcia, ale nie angażując faktycznie ani swoich sił, ani nie pomagając w żaden inny sposób. W 1883 Mahdi zdecydował się jednak na podbój państwa Taqali. Ekspedycja wysłana do zdławienia niepodległości ludności Gór Nubijskich w lipcu 1884 osiągnęła swój cel jako pierwsza w historii. Makuk Adam został wówczas pojmany i zmarł w niewoli, ale mieszkańcy regionu prowadzili długotrwałe powstanie, do likwidacji którego Mahdi wysłać musiał jednego ze swoich przywódców – Hamdana Abu Anję. Powstanie zdławiono kosztem wielu grabieży i zniszczeń w regionie.
Rozbicie mahdystów pod Omdurmanem 2 września 1898 złamało siły sudańskie i utorowało drogę do wyzwolenia mieszkańcom Gór Nubijskich. Nowym makukiem został Jayli, który władał do 1916. Brytyjczycy, którzy rozpoczęli dominację w Sudanie zgodzili się na przywrócenie statusu władców Taqali, ale starali się ściśle kontrolować nowego władcę. Dopiero z czasem przekazywali władcy coraz więcej historycznego terytorium pod jego bezpośrednią władzę. Stan ten pozostał bez zmian do 1956, gdy Sudan ogłosił niepodległość, ale ostateczne załamanie specjalnego statusu Taqali i jego władców nastąpiło po przewrocie w 1969. Wówczas władze pozbawiały makuka wszelkiej władzy politycznej i administracyjnej. Kolejni makukowie pozostają do dziś wyłącznie przywódcami podczas wydarzeń religijnych i przy okazji różnych uroczystości.

## Władcy Taqali

### Legendarni makukowie
- Muhammad al-Rubatabi
- Jayli Abu Jarida
- Sabo
- Jayli Umara
- Jayli Awan Allah
- Jayli Abu Qurun

### Historycznie znani makukowie
- Muhammad wad Jayli (ok. 1750)
- Umar I (do ok. 1783)
- Ismail (1783 do 1800)
- Abakr I (1800 do 1820)
- Umar II (1800 do 1835)
- Ahmad (1835 do 1840)
- Maryud (1840 do 1843)
- Nasir (1843 do ok. 1860)
- Adam I (ok. 1860 do 1884)
  - rządy mahdystów (1884-1898)
- Jayli (1898 do 1916)
- Abakr II (1916 do 1920)
- Adam II (1920 - ?)
  - likwidacja autonomii (od 1969)